# 高城駅
高城駅（たかじょうえき）は、大分県大分市高城新町にある、九州旅客鉄道（JR九州）日豊本線の駅である。

## 歴史
- 1914年（大正3年）4月1日：鉄道院が開設[4]。
- 1962年（昭和37年）10月1日：貨物取扱廃止[6]。
- 1966年（昭和41年）10月22日：昭和天皇、香淳皇后が第21回国民体育大会に合わせて県内を行幸啓。亀川駅発、高城駅着のお召し列車が運転[7]。
- 1981年（昭和56年）4月14日：直営駅から業務委託駅となる（業務委託先は九鉄開発大分支社）[8]。
- 1984年（昭和59年）2月1日：荷物扱い廃止[6]。
- 1987年（昭和62年）4月1日：国鉄分割民営化により九州旅客鉄道が継承[6]。
- 2002年（平成14年）
  - 2月22日：駅舎の改築着工[9]。
  - 6月2日：サッカーワールドカップにあわせて改築を行っていた駅舎竣工、南口を新設[10]。またワールドカップ試合日にはすべての特急が臨時停車した。
- 2012年（平成24年）12月1日：ICカード「SUGOCA」の利用開始[11]｡
- 2023年（令和5年）7月1日：駅遠隔案内システム（Smart Support Station）「ANSWER」の導入に伴い終日無人化[12][13]。

## 駅構造
島式ホーム1面2線の設備を有する地上駅。ホームの端に駅舎があり、そこから跨線橋で外部に出る。跨線橋は2022年にエレベーター付きの新しいものに建て替えられた。駅本屋は開業時より駅北側（現在の北口）の地上にあったが、2002年のサッカーワールドカップの開催に合わせて移転改築された。大分スタジアムをイメージした駅舎で、屋根上にはサッカーボールのオブジェがある。駅本屋に多目的トイレ（車椅子対応）が設備されている。
フーリガンによる暴動を念頭に、道床安定剤を使用して軌道内のバラストを固定しており、沿線に1.5 mのフェンスを設置している。
無人駅である。無人化まではJR九州サービスサポートが駅業務を受託する業務委託駅であり、きっぷうりばが設置されていた。当初は2018年3月17日に牧駅 - 幸崎駅間に駅遠隔案内システム「ANSWER」を導入した上で当駅を無人化する予定であったが、当駅 - 坂ノ市駅間に関しては「ANSWER」導入は見送られた。JR九州は駅のバリアフリー工事の進展状況や「ANSWER」導入駅の利用状況を踏まえた上で、当駅にも「ANSWER」導入を検討、2023年7月1日から導入された。
ICカードSUGOCAは出入場とチャージのみ対応。

### のりば
| のりば | 路線      | 方向 | 行先           |
| ------ | --------- | ---- | -------------- |
| 1      | ■日豊本線 | 下り | 鶴崎・佐伯方面 |
| 2      | ■日豊本線 | 上り | 大分・別府方面 |

付記事項
- 1線スルーではなく旧来からの左側通行だが、駅前後の分岐器は高速通過が可能なものに強化されている。
- 構内には保線車両の車庫がある。
- 古くは国鉄ED74形電気機関車、国鉄ED76形電気機関車の廃車留置に側線が使われた[19]。

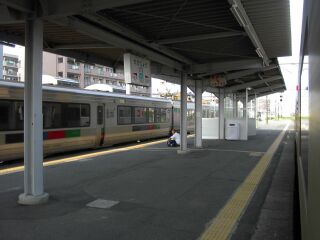
構内（2003年8月）
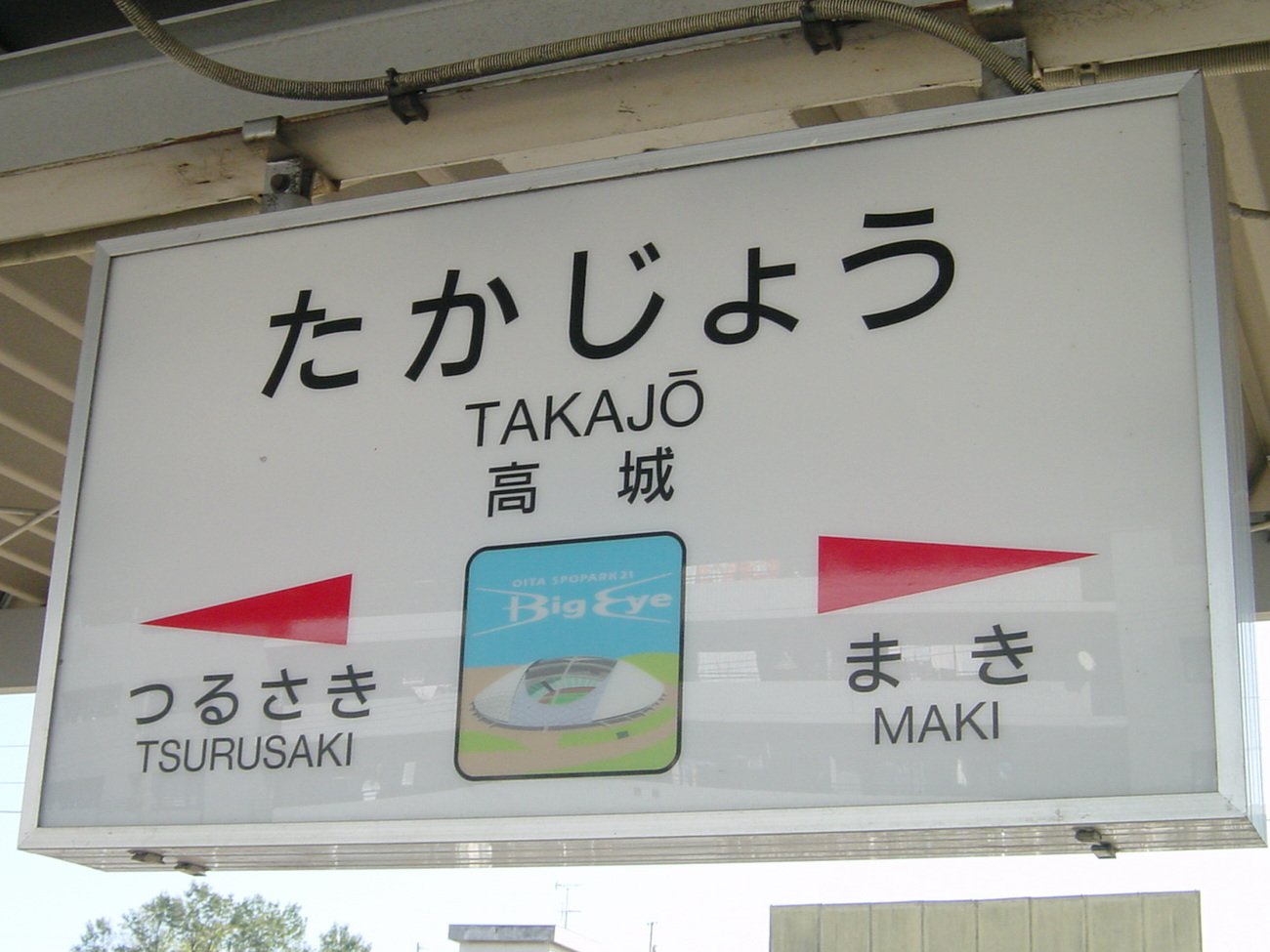
駅名標（大分スポーツ公園総合競技場の絵柄）

## 利用状況
2023年（令和5年）度の1日平均乗車人員は1,583人である。
| 乗車人員推移 | 乗車人員推移 |
| 年度         | 1日平均人数  |
| ------------ | ------------ |
| 2000年       | 1,328        |
| 2001年       | 1,351        |
| 2002年       | 1,384        |
| 2003年       | 1,411        |
| 2004年       | 1,392        |
| 2005年       | 1,438        |
| 2006年       | 1,436        |
| 2007年       | 1,475        |
| 2008年       | 1,488        |
| 2009年       | 1,454        |
| 2010年       | 1,504        |
| 2011年       | 1,504        |
| 2012年       | 1,568        |
| 2013年       | 1,628        |
| 2014年       | 1,608        |
| 2015年       | 1,804        |
| 2016年       | 1,800        |
| 2017年       | 1,823        |
| 2018年       | 1,759        |
| 2019年       | 1,719        |
| 2020年       | 1,362        |
| 2021年       | 1,407        |
| 2022年       | 1,476        |
| 2022年       | 1,583        |

## 駅周辺
2002年サッカーワールドカップも行われた大分スタジアム（愛称・ビッグアイ、命名権による呼称・レゾナックドーム大分）の最寄駅である。沿岸は大分臨海工業地域になっており日本製鉄の九州製鉄所大分地区がある。
- イオン高城ショッピングセンター
- あけのアクロスタウン
- マルショク高城店
- ア．スエヒロホテル
- 大分高松郵便局
- 大分銀行日岡支店
- 豊和銀行大分東支店
- 伊予銀行大分東支店
- 大分市立日岡小学校
- 大分市立原川中学校
- 大分国際情報高等学校
- 大分県立情報科学高等学校
- 大分中学校・高等学校
- 大分工業高等専門学校
- 国道197号
- 大分県道514号高城停車場線
- 大分県道610号松岡日岡線
- 原川

## バス路線
駅北側ロータリー付近に「高城駅前」、国道197号線沿いに「高城」、駅南側に「岡」停留所がある。（すべて大分バス）本数、路線系統数とも豊富なのは、跨線橋北側出口より徒歩3分、国道197号線沿いの「高城」停留所である。
- 大分市街地中心部方面、鶴崎方面へは、両方向とも5 - 10分ごとに運行されている。
- レゾナックドーム大分（ビッグアイ）へは、鶴崎方面行き側の停留所から「パークプレイス大分」行きに乗車、「大分スポーツ公園東」停留所（所要15 - 20分）で下車。平日は1、2時間に1本、土曜・休日は概ね1時間に1本運行されている。なお、Jリーグ大分トリニータ公式戦開催時の臨時バスは、大分駅前から運行されており、当駅からは臨時バスは運行されない。

「高城駅前」停留所は、事実上、大分中学校・高等学校・大分県立情報科学高等学校へのスクールバス乗り場となっており、他は「大分駅前」行き（土曜・休日運休）が朝1本運行されるのみである。また、「岡」停留所は大分・一里塚線のみの運行で、1 - 2時間に1本程度の本数である。

## 隣の駅
九州旅客鉄道（JR九州）
■日豊本線
牧駅 - 高城駅 - 鶴崎駅